# 瑙琴脂鯉屬
瑙琴脂鯉屬為輻鰭魚綱脂鯉目琴脂鯉亞目琴脂鯉科的其中一属。

## 下属物种
- 瑙琴脂鯉（Citharinops distichodoides distichodoides）

## 扩展阅读
維基物種上的相關：瑙琴脂鯉屬